# Fausta (imperatrice bizantina)
Fausta (630) è stata un'imperatrice bizantina, moglie di Costante II dal 641 al 668.

## Biografia
Poco si sa di lei, allorché solo Costantino Porfirogenito cita il suo nome. Nel 661/662 era a Costantinopoli con i figli Costantino (il futuro Costantino IV), Eraclio e Tiberio; Costante II voleva che la sua famiglia partisse con lui per l'Italia, ma la popolazione si oppose alla loro partenza.
Fu sepolta con il marito nel Mausoleo di Giustiniano nella Chiesa dei Santi Apostoli a Costantinopoli.